# 張李佳蕙
張李佳蕙（Vivian Kar-fay Cheung，1960年（64—65歲）），台灣出生的航空行政人員，現任香港機場管理局（AAHK）行政總裁（CEO），於2025年4月正式上任，成為機管局史上首位女性行政總裁。

## 職業生涯
張李佳蕙於1992年加入香港機場管理局，在香港國際機場由啟德搬遷至赤鱲角的規劃與啟用階段中擔任要角。她早年曾在美國紐約與矽谷的科技公司工作，具備資訊科技及系統管理背景。加入機管局後，她負責多個關鍵部門，包括機場運行、項目規劃、航班協調及科技應用。
2019年，張李佳蕙獲委任為「機場運行執行總監」，統籌機場日常營運、飛行區管理、航空保安及緊急應變等核心職能。任內她推動多項數碼轉型計劃，包括5G網絡應用、無人駕駛車輛測試及智慧行李系統。
2022年12月，她升任為「首席營運總監」（Chief Operating Officer），進一步負責監督三跑道系統建設、機場城市發展策略，以及跨境多式聯運項目。她同時參與推動「空中絲路」計劃，強化香港與粵港澳大灣區、東南亞與內地城市之間的航空網絡連結。
2024年6月，張李佳蕙兼任署理行政總裁。其後於2025年4月2日正式獲委任為香港機場管理局第四任行政總裁，成為機管局歷來首位女性掌舵人。
她在任期間，面對香港機場於疫後恢復階段的航班容量挑戰，並致力強化乘客服務、提升智慧化水平及促進區域航空樞紐地位。

## 重大項目與影響
張李佳蕙在機管局任內主導多項標誌性項目，對提升香港國際機場功能與區域地位有深遠影響：
- 三跑道系統（3RS）啟用與運能擴容

作為機管局高層領導者，積極協調與推動三跑道系統落成與調試。新跑道於2022年11月啟用，令機場年度旅客吞吐量提升至1.2億人次，貨運能力增至1千萬噸，並為香港引進新航空公司開闢航點提供空間。
- 智慧機場與自動化技術應用

張李佳蕙領導部署包括5G 網絡覆蓋、自動行李托運、智能安檢檢測及無人駕駛車隊，以提升機場營運效率及乘客體驗。
- 「機場城市」（Airport City）與 11 SKIES 商業綜合體

她在發展策略中推動機場向城市化轉型，如 SkyPier 轉乘服務與位於機場核心的 11 SKIES 商業娛樂中心，以打造交通＋商業樞紐效應，吸納大灣區及國際旅客。
- 「空中絲綢之路」與大灣區跨境一體化合作

張氏積極推動「空中絲綢之路」戰略，主導設立東莞空港中心，以及與珠海聯合開展「經珠港飛」項目，增進粵港機場協同發展。珠海機場在2024年客流達1300萬人次，被視為香港管理模式成功的例證。
- 爭取國際航線與吸納航空公司落戶

面對三跑道系統落成後容量釋放，她提出財務激勵計劃及「半價機票」促銷策略以吸引外國航線復航及拓新航點，目的是填補航班需求鴻溝並活化機場國際角色。